# イオンド大学
イオンド大学（イオンドだいがく IOND University）は、アメリカ合衆国ハワイ州ホノルル市にあるとされた組織。合衆国の非認定大学であり、世界大学連盟加盟校と称していた。2010年7月、日本において政治団体IONDUniversity（ふりがなは「あいおんどゆにばーしてぃー」）が設立届出された。

## 概要

### アメリカ合衆国の非認定大学として
1999年4月12日に開学。IONDはInternational Organization for Non-traditional Distance Learningの略としている。
2002年11月に「ダイアモンド・ヘッド大学」へ、2002年12月に「ハワイ・イオンド大学」へそれぞれ改称。2003年3月、当初の「イオンド大学」に戻す。ホームページには、IOND UNIVERSITY IS NOT ACCREDITED BY AN ACCREDITING AGENCY RECOGNIZED BY THE UNITED STATES SECRETARY OF EDUCATION（イオンド大学は合衆国文部省の認める認定機関の認定がありません）と記述されている。
日本の「株式会社イオンド大学」は株式会社立大学ではないが、「文部科学省の所管する教育機関ではないものの、ハワイのIOND UNIVERSITYと業務提携契約を結んでいる」としていた。また、ポーランド国立ウッチ大学とも業務提携していると発表しているが、ウッチ大はこれを否定（従来はあったがイオンドが非認定校であるという事で契約破棄）。ウッチ大学はイオンド大学側へ自校名を全て削除するよう、“学長”ジェームズ・T・清水こと清水徹に抗議を申し入れ、授与した名誉学位の返還を要求すると共に同学と絶縁するとリリースした。
“教授”として矢追純一（未知現象研究学部）、清水馨八郎（筆頭教授。必修科目「侵略の世界史」担当）、中野幾雄（主任教授。「米国名　オルテガ　I. 中野」であるという。英語学、海洋法）、高橋斎（防衛学）、内田勲（放射線医学）、宮原勅治（医学・クラシック音楽）、南村博二（経営学・法学）、秋田晴代（催眠学）、佐々木千夏（催眠学）などの人物が在籍していた。また、横田哲治、羽柴誠三秀吉は同学の“名誉教授”であった。一定の寄付金を出せば、教授、准教授になれるため、左記の肩書きを得た者もいたとされているが、イオンド大学の実態が報道されるにつれ、多くは過去のそのような経歴の公開を行っていないか、同姓同名の別人であり自分とは関係ないと主張している。
日本での本拠は東京都杉並区高円寺南2丁目35-15（花月第1ビル4･5階はグロービートジャパンの所有　3階には「ユナイテッドジャパン」が入居しており、これらは全て黒須英治の関係する会社である）であるが、日本国内にキャンパスは無い（法に定める学校であれば、ホームページには通常学術施設の全貌が記載されるがそれさえもない）。ちなみにトップページでは「KD」(= Kagetsu Daiichi) と表記している。「管理本部」は日比谷セントラルビル14階のレンタルオフィス「サーブコープ」の一室である。
2002年当時は、東京都中野区の4階建てのビルに入居しており、多くの人物へ勝手に名誉博士号を授与。対面で、授与式までしていた。通知を受け取った人物にとっては、見ず知らずの大学であった。
登記簿上、株式会社イオンド大学日本校（会社法人等番号：0214-01-000295）および株式会社IOND University（会社法人等番号：0113-01-001197）の2つが存在するが、株式会社イオンド大学日本校は2006年12月16日に「株式会社三浦海洋研究所」に社名変更し、2008年4月2日に破産した。そのため、現在は株式会社IOND Universityのみが存在する。
東京都を相手取って宝榮山妙法寺が起こした規則変更不認証取消等請求事件（事件番号：東京地方裁判所平成22年(行ウ)第427号）の中で、「妙法寺の中に日本平和神軍、グロービートジャパン、ミンダナオ大学、ユナイテッドジャパン、日経企画、正理会そしてイオンド大学が内包される」と記述されている。その証言を裏付ける組織図は乙第50号証として提出されている。
朝日新聞は、2008年1月6日朝刊にて「学位商法」の一つの例としてイオンド大学を紹介した。これに対し、イオンド大学側は「捏造記事」とコメントしたほか、「うちも有名になれば認められる」とも発言していた。
2008年10月16日、清水徹学長が、新潟県立看護大学の学長選挙に立候補した。

### ハワイ州からの訴訟
2007年9月、ハワイ州消費者保護局により、同機関の法人格が無効である事、州消費者保護法に違反している事の確認を求める民事訴訟が提起された。
2008年10月17日（ハワイ時間）に州巡回裁判所の口頭判決があった。非認定学位授与機関に適用される州法についての違反に関しては、ハワイ校についてハワイ州内での教育や学位授与の実態がないことから、適用されなかった。その一方、ハワイ州に代理人として登録したイオンド大学役員が登録内容に反して実際にはハワイ在住でなく代理人資格を有していなかったという虚偽登録、ウェブサイトの虚偽表示、印刷されたカタログの虚偽表示について州法違反を認定された。代理人として登録され共同被告となったイオンド大学役員については、別途個人責任が認定された。
なお、上記の州法に違反していたが、ハワイ州内での実害が裁判を通して示されなかったためイオンド大学に対する罰金は2万ドルであった（代理人登録した役員に対する罰金は別途）。さらに、ハワイ州内での正当な教育活動が確認できないとして、2008年12月1日以降、適用される関連法全てに適合するまでハワイ州内での一切の活動をやめる様命じられた。また、前述のイオンド大学役員を登録代理人とする一切の書類提出については判決をもって即時に禁じられた。
2009年3月2日、最終判決に於いてウェブサイト、カタログ等での虚偽表示、虚偽文書提出の事実などが認められて、イオンド大学は敗訴した。イオンド大学のハワイでの営業活動も停止させられ、制裁金2万ドル、代理人登録した役員（中野幾雄）には罰金2500ドルが科された
。イオンド大学は判決を不服として控訴したが、その後控訴は棄却された。
2009年12月1日、ハワイ州政府は、控訴棄却による判決確定後も制裁金の支払を怠っていたためイオンド大学ハワイを行政処分により強制解散 (Involuntary Dissolution)した。これらの事柄はアメリカ合衆国の全ての州政府に通知され、イオンド大学がアメリカ合衆国内で拠点を作ることは二度とできなくなった。
なお、ハワイ校があると称していたホノルル市リリウオカラニ通り140番107号室には、ビデオ設備の会社「ナイテック」(Knitec, Inc.) が存在する。

### その後
2010年7月1日、 髙橋斎を代表者、 三ヶ尻淳子を会計責任者とする政治団体IONDUniversity（ふりがなは「あいおんどゆにばーしてぃー」）が設立届出された。主たる事務所の所在地は東京都港区西新橋1-2-9の日比谷セントラルビル14階。2020年3月現在、政治資金収支報告書も提出されている。

2021年現在、ホームページには「学長 オルテガI.中野（教育学博士）」「理事長 髙橋斎（社会学博士）」と表示されている。

## 関連人物
- 石井一（政治家）
- 矢追純一（実業家・UFO研究家・超常現象研究家）
- 中杉弘（思想家・実業家・宗教家）
- 羽柴誠三秀吉（実業家・政治活動家）
- 佐々木正利（声楽・指揮者）　2000年に名誉博士号を授与される。